# Joseph Perry (biskup)
Joseph Nathaniel Perry (ur. 18 kwietnia 1948 w Chicago) – amerykański duchowny rzymskokatolicki, emerytowany biskup pomocniczy w Chicago (1998–2023).
Święcenia kapłańskie przyjął w 24 maja 1975 roku, święcenia biskupie 29 czerwca 1998 roku.
W latach 70., 80. i 90. XX w. pełnił posługę kapłańską w archidiecezji Milwaukee. Studiował prawo kanoniczne na Catholic University of America w Waszyngtonie, był członkiem Trybunału Archidiecezji Milwaukee w latach 1983–1995. W latach 1995–1998 proboszcz kościoła pw. Wszystkich Świętych w Milwaukee.
Wykładowca prawa kanonicznego na Sacred Heart School of Theology, Hales Corners w stanie Wisconsin; Marquette University Law School w Milwaukee oraz w Seminarium St. Mary of the Lake w Mundelein w stanie Illinois.
Jest członkiem i wiceprezesem National Black Catholic Congress oraz kapelanem Rycerstwa św. Piotra Clavera. Od 1977 jest członkiem The Canon Law Society of America w Waszyngtonie. Współpracuje ze Zgromadzeniem św. Jana Kantego z Chicago.
W listopadzie 2006 wraz z księżmi ze Zgromadzenia św. Jana Kantego z Chicago gościł w Polsce. 26 listopada 2006 o godz. 13.30 w kościele pw. Trójcy Przenajświętszej przy klasztorze Zakonu Szpitalnego św. Jana Bożego oo.Bonifratrów w Krakowie, na Kazimierzu, jako pierwszy biskup diecezjalny w Polsce po reformie liturgicznej, odprawił uroczystą pontyfikalną mszę świętą w klasycznym rycie rzymskim.
19 września 2023 papież Franciszek przyjął jego rezygnację z funkcji biskupa pomocniczego Chicago.